# Ukraines sikkerhedstjeneste
Ukraines sikkerhedstjeneste, SBU (ukrainsk: Служба безпеки України (СБУ), tr. Sluzjba bezpeki Ukraini) er Ukraines nationale efterretnings- og sikkerhedstjeneste oprettet i 1991. SBU har omkring 30.000 ansatte.
Nuværende chef for sikkerhedstjenesten er Vasyl Malyuk.